# 지엘로나구라 바비모스트 공항

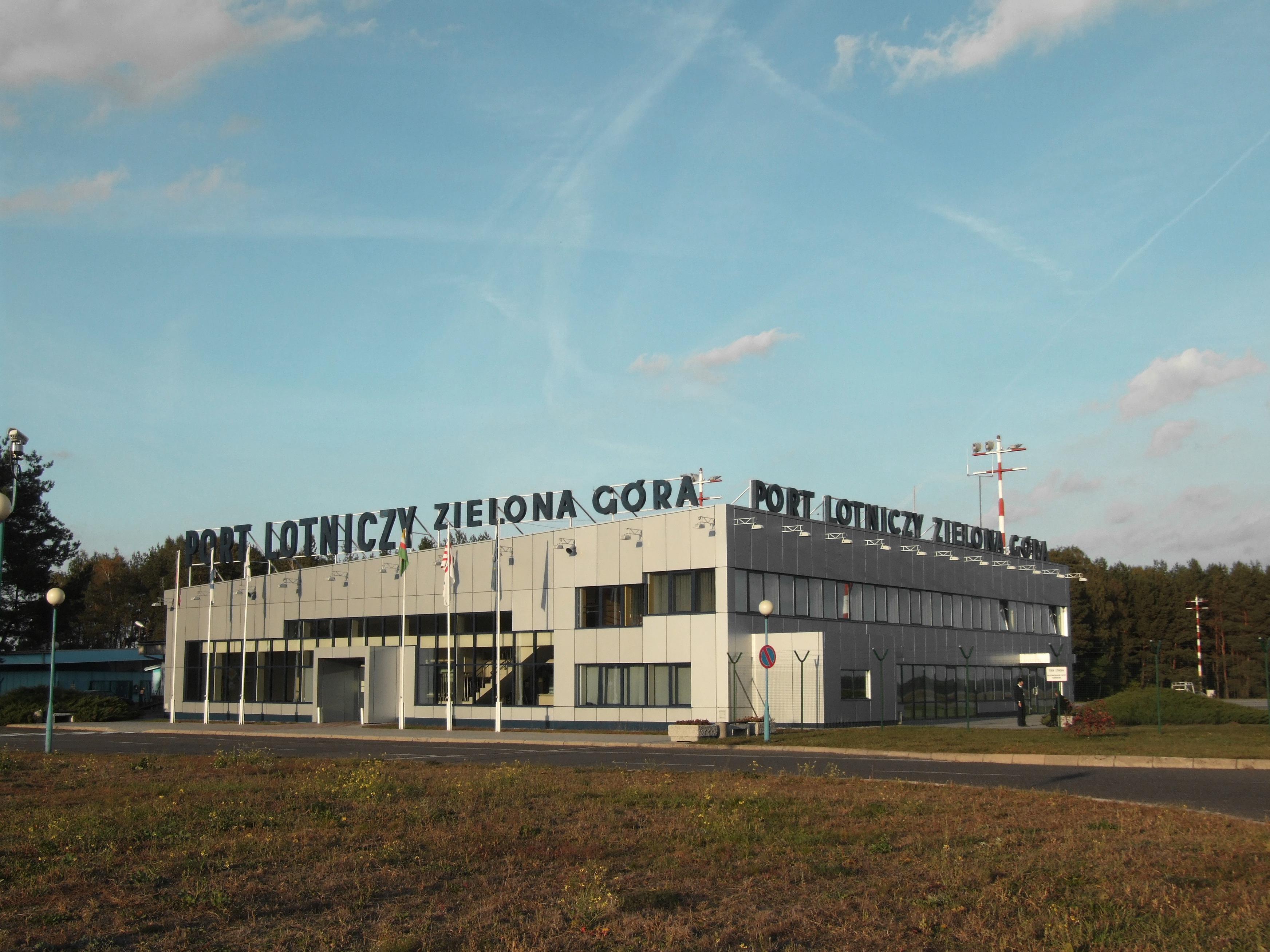
지엘로나구라 바비모스트 공항 외관

지엘로나구라 바비모스트 공항(폴란드어: Port Lotniczy Zielona Góra-Babimost, IATA: IEG, ICAO: EPZG)은 폴란드 루부스키에주 지엘로나구라군 바비모스트에 있는 공항이다. 지엘로나구라 도심에서 북동쪽으로 35 km (22 mi) 떨어져 있다.